# An Coileachan
An Coileachan är ett berg i Storbritannien.   Det ligger i kommunen Highland och riksdelen Skottland, i den norra delen av landet, 700 km norr om huvudstaden London. Toppen på An Coileachan är 923 meter över havet, eller 148 meter över den omgivande terrängen. Bredden vid basen är 1,6 km.
Terrängen runt An Coileachan är huvudsakligen kuperad. Trakten runt An Coileachan är nära nog obefolkad, med mindre än två invånare per kvadratkilometer. Omgivningarna runt An Coileachan är i huvudsak ett öppet busklandskap.